# 신준호 (1916년)
신준호는 신규식의 아들로 독립운동가 후손이자 윤보선의 사위지만 조선인민군에 부역한 사람이다. 아들에 따르면 그는 공산주의자가 아닌 스칸디나비아식 사회주의자였다. 1958년 석방되어 가족과 재회했다. 그의 장남 신중수는 연좌제로 취업이 어려워 1971년 7월 3일 제2차 제5진 파독 광부에 선발되어 독일로 이주했다.
1. ↑  https://www.busan.com/view/busan/view.php?code=19600910000017
2. ↑  https://news.kbs.co.kr/news/view.do?ncd=1181672